# Вишняков Всеволод Володимирович
Вишняков Всеволод Володимирович (1875, Київ - ?) — підполковник Дієвої армії УНР.

## Біографія
Останнє звання у російській армії — підполковник. З 25 вересня 1919 р. та станом на 29 квітня 1920 р. - Кам'янець-Подільський повітовий військовий начальник. У листопаді 1920 р. залишився в Україні. На початку 1921 року повернувся до Києва, був безробітним. Станом на 1928 р. жив у Кам'янці-Подільському. Подальша доля невідома.

## Вшанування пам'яті
28 травня 2011 року у мікрорайоні Оболонь було відкрито пам’ятник «Старшинам Армії УНР – уродженцям Києва». Пам’ятник являє собою збільшену копію ордена «Хрест Симона Петлюри». Більш ніж двометровий «Хрест Симона Петлюри» встановлений на постаменті, на якому з чотирьох сторін світу закріплені меморіальні дошки з іменами 34 старшин Армії УНР та Української Держави, які були уродженцями Києва (імена яких вдалося встановити історикам). Серед іншого вигравіруване й ім'я Всеволода Вишнякова.